# Franca D'Amato
Franca D'Amato (Napoli, 13 agosto 1959) è una doppiatrice e attrice teatrale italiana.

## Biografia
Diplomata all'Accademia nazionale d'arte drammatica "Silvio d'Amico", è diventata nota al pubblico televisivo nel 1984 partecipando al varietà Al Paradise (con il nomignolo di Accademia) condotto da Oreste Lionello, e ha lavorato con Gino Bramieri e Pietro Garinei al varietà G. B. Show (1985). Tra i lavori teatrali si ricorda il suo esordio ne L'avaro di Molière interpretato da Paolo Stoppa nel 1984, Pigmalione di Shaw con Gianrico Tedeschi e Carlo Hintermann e Le nozze di Figaro con Renzo Montagnani ed Ennio Coltorti.
Molto attiva come doppiatrice, ha prestato la voce alle attrici Julianne Moore, Tilda Swinton, Juliette Binoche e Helen Hunt, nonché a Melina Kanakaredes in CSI: NY, a Marcia Cross nella serie televisiva Desperate Housewives, a Kelly Ripa nella sitcom Hope & Faith, a Melinda Page Hamilton in Devious Maids - Panni sporchi a Beverly Hills, a Denise Richards nella soap opera Beautiful. È socia esclusiva della CVD dal 1995.

## Radio
- Girotondo, di Arthur Schnitzler, regia di Aurelio Chiesa, trasmesso il 18 gennaio 1986
- Mistero in piazza, radiodrammi in diretta, 1989
- Ricchezza truccata, di Roderick Wilkinson, regia di Massimo Manna, trasmesso il 2 ottobre 1989
- Le indagini del tenente Scott: Beauty Farm, di Maria Grazia Corradini, trasmesso il 25-27 giugno 1990
- Un muro di parole, di Dario Piana e Maria Bianca Vaglio, regia di Dario Piana, 65 puntate, 1990
- Gente di Barnes tre, di Peter Barnes, regia di Massimo Manna, 8 puntate, 1991
- Radiodetective, di Aldo Zappalà, 27 puntate, 1991
- Il signore del sonno, di Tania Dimartino, regia di Dario Piana, 40 puntate, 1992
- Nuances, di Susanna Mancinotti, 15 puntate, 1992
- Tradimenti e violenze, 6 puntate, 1992
- Ambra, di Biagio Proietti, regia di Luigi Fulci, 45 puntate, 1992
- Una lettera da Praga, di Roberto Damiani, regia di Mario Licalsi, 14 puntate, 1992
- Mio carissimo signor Padre, di Diego Cugia, regia di Luciano Francisci, trasmesso il 13 novembre 1993
- Domenica delle meraviglie. Gran varietà di fine millennio di Diego Cugia, regia di Luciano Francisci, 1993-94
- Il mondo nuovo, di Aldous Huxley, regia di Guido Maria Compagnoni, 20 puntate, 1995
- Nuvola rossa, testo e regia di Giuliana Berlinguer, 30 puntate, 1999

## Doppiaggio

### Film
- Julianne Moore in La fortuna di Cookie, The Shipping News - Ombre dal profondo, The Hours, Lontano dal paradiso, Uomini & donne, Io non sono qui, A Single Man, I ragazzi stanno bene, Shelter - Identità paranormali, The English Teacher, Non-Stop, Maps to the Stars, Hunger Games - Il canto della rivolta - Parte 1, Hunger Games - Il canto della rivolta - Parte 2, May December
- Tilda Swinton in I segreti del lago, Le cronache di Narnia - Il leone, la strega e l'armadio, Le cronache di Narnia - Il principe Caspian, Le cronache di Narnia - Il viaggio del veliero, ...e ora parliamo di Kevin, Snowpiercer, A Bigger Splash, Ave, Cesare!, Doctor Strange, Okja, War Machine, Avengers: Endgame, La vita straordinaria di David Copperfield, The Killer, La stanza accanto, The End
- Helen Hunt in Il dottor T & le donne, Un sogno per domani, Cast Away, What Women Want - Quello che le donne vogliono, La maledizione dello scorpione di giada, Quando tutto cambia, Ride - Ricomincio da me
- Juliette Binoche in Il danno, Il paziente inglese, Chocolat, In My Country, L'amore secondo Dan, Parigi, Elles, Cosmopolis, Godzilla, Ghost in the Shell
- Lesley Manville in Topsy-Turvy - Sotto-sopra, Another Year, Turner, Appuntamento al parco, Ordinary Love - Un amore come tanti, Il concorso, Queer
- Hope Davis in Proof - La prova, L'imbroglio - The Hoax, Real Steel, Synecdoche, New York, Captain America: Civil War, Asteroid City, La trama fenicia
- Jennifer Ehle in Pride and Glory - Il prezzo dell'onore, Le idi di marzo, Zero Dark Thirty, RoboCop
- Molly Shannon in Wet Hot American Summer, Quando l'amore è magia - Serendipity, La figlia del mio capo
- Helen McCrory in Harry Potter e il principe mezzosangue, Harry Potter e i Doni della Morte - Parte 1, Harry Potter e i Doni della Morte - Parte 2
- Julie White in Transformers, Taking Chance - Il ritorno di un eroe, Transformers - La vendetta del caduto, Transformers 3
- Kim Cattrall in Ice Princess - Un sogno sul ghiaccio, L'uomo nell'ombra
- Jennifer Jason Leigh in L'ultima eclissi, Kansas City, Giovani ribelli - Kill Your Darlings
- Aida Turturro in Angie - Una donna tutta sola, Al di là della vita
- Natascha McElhone in Pene d'amor perdute, City of Ghosts
- Teri Hatcher in Omicidio a New Orleans
- Teri Polo in Unico testimone, The Hole
- Joan Cusack in Natale con i Muppet, Quando meno te lo aspetti
- Geraldine James in Sherlock Holmes, Sherlock Holmes - Gioco di ombre
- Talia Shire in Il padrino, Il padrino - Parte II (ridoppiaggi)
- Pilar Castro in Julieta, Finale a sorpresa - Official Competition
- Michelle Reis in Angeli perduti
- Jennifer Garner in Juno
- Catherine McCormack ne Il mistero dell'acqua
- Nina Arianda in Midnight in Paris
- Anna Friel in Sogno di una notte di mezza estate
- Jamie Anne Allman in Le pagine della nostra vita
- Lauren Tom in Amarsi
- Virginia Madsen in L'agguato - Ghosts from the Past
- Fenella Woolgar in Scoop
- Bonnie Bedelia in Gloria
- Cara Seymour in Birth - Io sono Sean
- Anna Katarina in The Game - Nessuna regola
- Madonna in Sai che c'è di nuovo?, Travolti dal destino
- Dina Meyer in Star Trek - La nemesi
- Yael Abecassis in Sopravvivere coi lupi
- Olivia Williams in The Sixth Sense - Il sesto senso
- Sheryl Lee in Un gelido inverno
- Louise J. Taylor in Eyes Wide Shut
- Belén Rueda in The Orphanage, Savage Grace
- Debi Mazar in Insider - Dietro la verità
- Valérie Benguigui in Cena tra amici
- Gong Li in Mulan
- Eva Melender in Trouble
- Goya Toledo in È già ieri
- Anne Brochet in Il riccio
- Gina McKee in My Policeman
- Belén Rueda in Fenómenas - Indagini occulte
- Lola Naymark in Monsieur Ibrahim e i fiori del Corano
- Elsa Zylberstein in Un colpo di fortuna - Coup de chance
- Jeanette Hain ne La ragazza del mare
- Amy Morton in It Ends With Us - Siamo noi a dire basta
- Florence Viala in Marcello mio
- Patricia Heaton ne L'esorcismo di Emma Schmidt - The Ritual

### Film d'animazione
- Esmeralda in Il gobbo di Notre Dame II
- Sarah in Il pianeta del tesoro
- Principessa Mei (parte parlata) in Mulan II
- Fata Madrina in Shrek 2
- Signora Cratchit in A Christmas Carol
- Moglie di Stan in Alla ricerca di Dory
- Louise Chevalier in Loving Vincent
- Mamá Imelda Rivera in Coco
- Joy Jenkins in Spie sotto copertura
- Von in Galline in fuga
- Madge Honey Badger in Zootropolis
- Colette in Dililì a Parigi
- Hailey Posey in I Mitchell contro le macchine
- Abuela Alma Madrigal in Encanto
- Spirito del Bosco e Morte in Pinocchio di Guillermo del Toro

### Serie televisive
- Melina Kanakaredes in CSI: NY, The Resident
- Hope Davis in Six Degrees - Sei gradi di separazione, The Newsroom
- Marcia Cross in Desperate Housewives, Quantico, You
- Kelly Ripa in Hope & Faith
- Ann Hearn in La signora in giallo (ep.10.18)[3]
- Lucila Gondolfo in Intrecci del passato, Royal Ranch
- Madeleine Stowe in Revenge
- Catherine McCormack in Lockerbie - Attentato sul volo Pan Am 103
- Lesley Manville in Grotesquerie
- Carla Peterson in L'eternauta

### Soap opera e telenovelas
- Denise Richards in Beautiful
- Lucila Gondolfo in Soy Luna

### Serie animate
- Soldatessa in Il principe dei draghi
- Amelia in DuckTales (ep. 3x21-3x22)

### Videogiochi
- Strega Bianca in Le Cronache di Narnia: Il leone, la strega e l'armadio[4]
- Flia in Dinosauri[5]